# Postmortem (romanzo)
(Kay Scarpetta)
Postmortem è il primo romanzo di Patricia Cornwell, pubblicato nel 1990.
Il romanzo segna l'inizio di un nuovo filone del giallo, dove all'indagine sul luogo del delitto e all'interrogatorio dei sospettati, si unisce l'analisi, scientifica e dettagliata, del corpo delle vittime. L'eroina Kay Scarpetta, infatti, non è una detective, ma un medico, capace di ricostruire il modus operandi di un serial killer dalle tracce impercettibili che lascia dietro di sé: DNA, fibre, impronte. La scienza si trasforma in avventura, suspense e fascino.
Postmortem è l'unico romanzo ad aver mai vinto in un solo anno sette premi letterari statunitensi dedicati al giallo: Edgard Award, Creasey Award, Anthony Award, Macavity Award e il francese Prix du Roman d'Aventure.

## Trama
Un serial killer è in azione nella città di Richmond: già  tre donne sono morte violentate e strangolate nella loro camera da letto. La sola costante è che i delitti avvengono sempre di sabato, prima dell'alba. È per questo che quando una telefonata della polizia sveglia nel cuore della notte Kay Scarpetta, la stessa intuisce immediatamente che l'inafferrabile assassino ha agito di nuovo. La minaccia incombe, il sanguinario killer può tornare a colpire in qualunque momento e Kay non può escludere nessuna ipotesi, nemmeno quella di essere il suo prossimo obiettivo.

## Edizioni
- Patricia Cornwell, Postmortem, traduzione di Marco Amante, collana Oscar Bestsellers, Arnoldo Mondadori Editore, 1995,  pp. 310, ISBN 88-04-39999-6.